# 이카가촌
이카가촌(五十河村)은 일본 교토부 나카군에 설치되었던 촌이다. 현재의 교탄고시의 일부에 해당한다.